# Amálie Švábíková
Amálie Švábíková (Kadaň, 22 novembre 1999) è un'astista ceca.

## Biografia
Dopo aver esordito internazionalmente nel 2015 a Tbilisi, Švábíková ha preso parte a tutte le maggiori competizioni per fasce d'età europee e internazionali, vincendo la medaglia d'oro nel 2018 ai Mondiali juniores in Finlandia.
Nel 2017 ha debuttato con la nazionale seniores dapprima ai Mondiali, senza segnare alcuna misura utile in fase di qualificazione, e poi agli Europei dell'anno seguente, conquistando la finale.

## Palmarès
| Anno | Manifestazione  | Sede      | Evento           | Risultato | Prestazione | Note                                     |
| ---- | --------------- | --------- | ---------------- | --------- | ----------- | ---------------------------------------- |
| 2016 | Europei U18     | Tbilisi   | Salto con l'asta | Bronzo    | 4,05 m      |                                          |
| 2016 | Mondiali U20    | Bydgoszcz | Salto con l'asta | 7ª        | 4,10 m      |                                          |
| 2017 | Europei U20     | Grosseto  | Salto con l'asta | 5ª        | 4,05 m      |                                          |
| 2017 | Mondiali        | Londra    | Salto con l'asta | nm (q)    | nm (q)      |                                          |
| 2018 | Mondiali U20    | Tampere   | Salto con l'asta | Oro       | 4,51 m      | Miglior prestazione personale            |
| 2018 | Europei         | Berlino   | Salto con l'asta | 9ª        | 4,30 m      |                                          |
| 2019 | Europei indoor  | Glasgow   | Salto con l'asta | 18ª (q)   | 4,40 m      |                                          |
| 2019 | Europei U23     | Gävle     | Salto con l'asta | Argento   | 4,35 m      |                                          |
| 2021 | Europei U23     | Tallinn   | Salto con l'asta | Oro       | 4,50 m      | Miglior prestazione personale stagionale |
| 2022 | Mondiali indoor | Belgrado  | Salto con l'asta | 9ª        | 4,45 m      |                                          |
| 2022 | Mondiali        | Eugene    | Salto con l'asta | 26ª (q)   | 4,20 m      |                                          |
| 2022 | Europei         | Monaco    | Salto con l'asta | 14ª (q)   | 4,40 m      |                                          |
| 2023 | Europei indoor  | Istanbul  | Salto con l'asta | Bronzo    | 4,70 m      |                                          |
| 2023 | Mondiali        | Budapest  | Salto con l'asta | 11ª       | 4,50 m      |                                          |
| 2024 | Mondiali indoor | Glasgow   | Salto con l'asta | 6ª        | 4,65 m      | Miglior prestazione personale stagionale |
| 2024 | Europei         | Roma      | Salto con l'asta | 4ª        | 4,58 m      |                                          |
| 2024 | Giochi olimpici | Parigi    | Salto con l'asta | 5ª        | 4,80 m      | Record nazionale                         |
| 2025 | Europei indoor  | Apeldoorn | Salto con l'asta | 6ª        | 4,65 m      | =                                        |
| 2025 | Mondiali indoor | Nanchino  | Salto con l'asta | 5ª        | 4,60 m      |                                          |

## Altre competizioni internazionali
2015
- al Festival olimpico della gioventù europea ( Tbilisi), salto con l'asta - 3,90 m

2023
- Bronzo ai Campionati europei a squadre di atletica leggera ( Chorzów), salto con l'asta - 4,60 m

2025
- Oro ai Campionati europei a squadre di atletica leggera ( Madrid), salto con l'asta - 4,65 m